# Our Blushing Brides
Our Blushing Brides (bra: Noivas Ingênuas) é um filme pre-Code estadunidense de 1930, do gênero comédia romântica dramática, dirigido por Harry Beaumont, estrelado por Joan Crawford, e co-estrelado por Robert Montgomery, Anita Page, Dorothy Sebastian e Raymond Hackett.
O filme segue "Our Dancing Daughters" (1928) e "Our Modern Maidens" (1929), ambos também estrelados por Crawford e co-estrelados por Page e Sebastian, embora as três tenham feito personagens diferentes em cada filme. Embora as duas produções anteriores sejam filmes mudos, "Our Blushing Brides" é um filme falado, uma tecnologia relativamente nova na época.
"Our Blushing Brides" é o 31.º filme de Crawford (de 86 no total), e seu quarto filme falado. Em seu primeiro papel de "Cinderela trabalhadora", Crawford interpreta o papel de Gerry, uma modelo de loja de departamentos que se apaixona pelo filho rico de seu chefe. O papel foi feito para tirar de Crawford a personalidade de garota melindrosa que ela havia ganhado no cinema mudo, e assim a Metro-Goldwyn-Mayer começou a desenvolver uma imagem mais sofisticada para ela. Este foi o segundo dos seis filmes que Crawford e Montgomery co-estrelaram juntos.

## Sinopse
As colega de quarto e de trabalho Gerry March (Joan Crawford), Connie Blair (Anita Page) e Francine "Franky" Daniels (Dorothy Sebastian) seguem caminhos diferentes na cidade de Nova Iorque, embora todas procurem se casar com homens ricos para melhorar suas próprias vidas. Connie mantém um caso com David Jardine (Raymond Hackett), o filho mais novo do dono da loja de departamentos em que trabalha. Franky tenta investir em Marty Sanderson (John Miljan) quando ele entra na loja e compra US$ 500 somente em cobertores. No entanto, ao começar a conhecer Franky, ele tenta conseguir a afeição de Gerry, que por sua vez tem sido constantemente cortejada pelo arrojado Tony Jardine (Robert Montgomery), o filho mais velho do dono da loja.

## Elenco
- Joan Crawford como Geraldine "Gerry" March
- Robert Montgomery como Tony Jardine
- Anita Page como Connie Blair
- Dorothy Sebastian como Francine "Franky" Daniels
- Raymond Hackett como David Jardine
- John Miljan como Martin W. "Marty" Sanderson
- Hedda Hopper como Lansing Ross-Weaver
- Albert Conti como Sr. Pantoise
- Edward Brophy como Joseph Munsey
- Robert Emmett O'Connor como Detetive
- Martha Sleeper como Evelyn Woodforth
- Gwen Lee como Srta. Dardinelle
- Catherine Moylan como Modelo

## Recepção

### Bilheteria
De acordo com os registros da Metro-Goldwyn-Mayer, o filme arrecadou US$ 874.000 nacionalmente e US$ 337.000 no exterior, totalizando US$ 1.211.000 mundialmente. O retorno lucrativo da produção foi de US$ 412.000.

## Mídia doméstica
Em 4 de março de 2014, a Warner Archive Collection lançou o filme em DVD para a Região 1.